# 新楓之谷
《新楓之谷》（韩语：포켓 메이플스토리）是韓國高科技公司Wizet開發的免費大型多人線上角色扮演遊戲，《楓之谷》在韩国、台湾、香港、美国、中国大陆、东南亚、日本和欧洲都非常受欢迎。游戏被翻译成多种语言并在全世界多个国家和地区发行，韩国和美國由Nexon发行，台灣由遊戲橘子公司代理，中國大陆由盛趣游戏代理。
在新楓之谷世界中，可以經由扮演來自各地的角色來進行冒險，利用技能攻擊怪物、解決任務以提升等級。玩家之间可以进行互动，聊天、交易、组队狩猎并分享战利品或组建公会。游戏内设有“现金商城”，用真实的金钱购买游戏角色服装及功能性强化道具。
《楓之谷》在2010年史無前例地全面翻新遊戲架構與內容，在升級速度、職業平衡、技能平衡、戰鬥公式、地圖設計等內容都做了全面性的更新調整。

## 剧情
玩家在游戏中扮演楓之谷世界的居民，游戏没有实质的通关目标，但长期的目标为强化自己的角色等级及技能，並對抗被六位英雄所封印的黑魔法师以及格蘭蒂斯的生命超越者達爾默等主要反派。為了与黑魔法师和他的軍團長们对抗，女皇西格諾斯成立了騎士團並和世界各地勢力結成聯盟，以阻止他的復活。
随着黑魔法師的封印逐渐变得脆弱，六位英雄們以虚弱的状态再次苏醒。玩家扮演冒險家们試圖恢复封印却不幸见证了黑魔法師的甦醒。黑魔法師歸來後，其勢力們變得更加活躍且對世界造成威脅，黑魔法師也開始吸收構成世界物的物質「艾爾達斯」，以达到他擺脫世界意志並創造新世界的野心。
在聯盟與敵對者消滅黑魔法師迎來短暫的和平後，大魔法師漢斯探索黑魔法師的記憶時領悟到這個世界的原貌，便打破結界使楓之谷和格蘭蒂斯重新恢復成一個世界，至此聯盟開始了對抗達爾默的新戰爭。

## 伺服器訊息
冒险岛在世界上多个国家和地区发行，除了Nexon直接发行以外，部分国家或地区由当地网络游戏运营商代理运营，并针对各个地区文化制作了相应游戏内容。
| 国家／地区 | 官方译名 | 发行商/代理商 | 发行時間                      | 备注                                                                              |
| ---------- | -------- | ------------- | ----------------------------- | --------------------------------------------------------------------------------- |
| 韩国       |          | NEXON         | 2003年4月29日－至今           | 14個伺服器、2個測試伺服器，缩写为KMS                                              |
| 日本       |          | NEXON         | 2003年12月3日－至今           | 4個普通伺服器、1個測試伺服器，缩写为JMS                                           |
| 中国大陆   |          | 盛趣游戏      | 2004年7月23日－至今           | 7个普通服务器（分五閘道）、1个测试服务器，缩写为CMS                               |
| 国际       |          | NEXON         | 2005年5月11日－至今           | 8個普通伺服器（分二閘道），缩写为GMS                                              |
| 臺灣       |          | 遊戲橘子      | 2005年5月31日－至今           | 7個普通伺服器、2個測試伺服器，缩写为TMS                                           |
| 東南亞     |          | Asiasoft      | 2005年6月23日－至今           | 9個普通伺服器，缩写为MSEA                                                         |
| 泰国       |          | NEXON         | 2017年10月31日－2020年4月1日  | 3個伺服器，前代理商为Asiasoft，运营时间为2005年8月16日－2012年6月29日，缩写为THMS |
| 欧洲       |          | NEXON         | 2007年4月12日－2016年11月10日 | 之后被并入国际服，缩写为EMS                                                       |
| 香港       | 新楓之谷 | 游戏橘子      | 2007年7月1日－2009年2月23日   | 之后被并入台湾服                                                                  |
| 巴西       |          | Level Up      | 2008年6月10日－2011年10月22日 | 1個普通伺服器，缩写为BMS                                                          |
| 越南       |          | VinaGame      | 2008年6月25日－2010年9月14日  | 2個普通伺服器，缩写为VMS                                                          |
| 印尼       |          | lytogame      | 2014年6月18日－2015年12月16日 | 1個普通伺服器，缩写为IMS                                                          |

## 玩法
冒险岛是橫向捲軸平面动作游戏，使用电脑键盘和鼠标进行操作。通过键盘可以完成各种游戏操作，玩家也可自定义键盘快捷键，释放技能或者打开不同界面。鼠标主要用来与非玩家角色进行互动或者使用物品。如大多数大型多人在线角色扮演游戏相同，游戏的核心玩法是在地城冒险，击杀怪物。通过消灭怪物完成任务，获取游戏内金币「楓幣」、经验值和各种物品。玩家通过学习游戏内专业技术，制造装备、饰品或者药水。
作为多人在线游戏，游戏提供多种与其他玩家交互的方法。玩家之间可以组成队伍一起狩猎，异性之间可以结婚成为情侣，组建公会。除此以外，玩家之间可以相互增减名誉度，也可以一起游玩诸如五子棋或翻牌的小游戏。玩家之间可以使用游戏内金币进行交易。

## 角色
玩家角色存在于游戏世界或者是服务器中，一个玩家可在不同服务器中创建多个角色，然而不同服务器为相似世界，服务器之间并不互通。同一个服务器被分为多个频道，玩家的角色可以在不同频道间随意切换。如玩家要在需要把角色移轉至其他伺服器，需用商城的伺服器轉移劵或免費的伺服器轉移活動。

### 職業
玩家在枫之谷世界中创建职业时可以选择自己想扮演的角色職業，目前共有50个职业可供选择，根据各国服务器更新进度，部分职业在部分服务器尚未开放。所有职业可以被归纳为5大职业群，分别为战士、弓箭手、魔法师、盜賊和海盗。除了部分武器及副手武器被限定了只有特定职业可以使用，其余装备同职业群共用。不同职业按照游戏剧情分为多个職業身份，同职业身份的现金商城保管箱共通。

#### 冒險家
冒险家为最早開放的職業，角色创建时为初心者职业，从楓之岛开始冒险。達到10級後可以转职为基础的5大职业。
选定职业后，玩家可在职业群内分支之间进行自由轉職，并分别在30级、60级、100级、200级和260级时进阶转职。
開拓者(弓箭手)、影武者(盜賊)和重炮指揮官(海盗)虽然是冒险家职业，但是他們都有與其他冒險家職業不同的經歷。

#### 
皇家騎士團初始職業为貴族，从耶雷弗开始冒险。玩家达到10级后可以选择轉職為聖魂劍士、烈焰巫師、破風使者、暗夜行者或閃雷悍將。另外，玩家可以獨立創建光之騎士團團長米哈逸。

#### 英雄
游戏故事中總共存在6个古代英雄，分别为：狂狼勇士、龍魔導士、精靈遊俠、幻影俠盜、夜光和隐月，这些英雄职业的背景故事与对抗黑魔法師有关。
狂狼勇士是劍士職業，拥有特殊的鬥氣连击系统，连续攻击怪物积累连击数释放增益效果并释放强大的技能。
龍魔導士是法师职业，捡到世界上仅剩的一颗歐尼斯龍蛋并将其孵化，歐尼斯龍与龍魔導士并肩作战。
精靈遊俠是弓箭手職業，為精靈女王。因此當她受到詛咒時，同族的所有人也跟著她遭受到詛咒的波及(除了保有米斯特汀的赫麗娜)。
幻影俠盜是盜賊職业，可以偷取冒险家的部分技能來使用。情人是耶雷弗前任女皇—艾麗亞，加入英雄團是因為艾麗亞被黑魔法師的前任軍團長之一史烏殺害。
夜光是法师职业，使用从黑魔法師那吸收来的黑魔法和自身的光魔法。團內常與幻影俠盜處不合，私下則與領袖普力特有些觀念上的衝突。
隐月是海盜職業，是被遗忘的第六位英雄，在封印黑魔法师的过程時作為人柱犧牲，以致他的存在被完全抹去。甦醒使用阿尼瑪尖耳狐狸的精靈力量帮助他进行战斗。

#### 
末日反抗軍起始于埃德尔斯坦，是被黑魔法师属下的黑色翅膀占领的城市。
 新创建角色为市民，并有四个分支可供选择：煉獄巫師使用法杖进行攻击，狂豹獵人是骑在美洲豹上的弩弓手，機甲戰神使用独特的机器战甲，后来加入的爆拳槍神使用重拳槍。
恶魔有单独的创建途径，在被黑魔法師背叛后，加入了反抗軍。恶魔是劍士职业，可以选择成为惡魔殺手或者恶魔复仇者。
傑諾是黑色翅膀实验室中研发的超级机器人，使用能量剑进行攻击，可以穿着盜賊和海盗装备，為了找回記憶从实验室逃离后加入反抗軍阵营。
超新星是格蘭蒂斯三大種族之一，由於是半人半龍的混血，因此有相當長的壽命，目前超新星有四種職業可以建立，分別是、與。
凱撒是超新星的傳奇英雄，與梅格耐斯對戰中發動聲望同歸於盡，其後將力量傳承給了玩家建立的凱撒，屬於劍士職業群，主要武器為雙手劍，起始地點在萬神殿。
天使破壞者是凱撒的青梅竹馬，原先沒有力量，在某次意外與萬神殿的遺跡寶物融合，並獲得特殊力量，屬於海盜職業群，主要武器為靈魂射手，起始地點同樣在萬神殿。
卡蒂娜原先是超新星的王族，由於梅格耐斯的叛變，王族幾乎被消滅，只有卡蒂娜在近衛隊長的保護下逃到野蠻之星，為了變強而加入了影子商團，屬於盜賊職業群，主要武器為鎖鏈。
凱殷是支配圖倫城市的組織其中一員，為找回失去的記憶而奮鬥，屬於弓箭手職業群，主要武器為龍息射手。

#### 朋友世界
楓之谷世界和朋友世界的通道打開後，朋友世界出現異狀，開始出現怪物和一些超能力者，其中一位超能力者為私立菁英學園的凱內西斯，是使用念動力移動物件進行戰鬥的法師，主要武器為ESP限制器。

#### 超越者
時間超越者神之子是由原時間超越者優伊娜在被黑魔法師封印前創造的，因受外力介入被分裂為能力不均等的男女，男方是以璃為武器的阿爾法，女方則是以琉為武器的蓓塔。神之子屬劍士職業，以男女雙重打擊(Tag & Assist)的接技方式進行戰鬥，使用時間之力(TF)來發動技能。

#### 
雷普族是格蘭蒂斯三大種族之一，天生擁有強大魔力，族內因理念分歧而分裂成亥雷普族與木雷普族，目前雷普族有四種職業可以建立，分別是、與。
亞克原先是亥雷普族的軍人，以種族和平共處為主軸，因一場陰謀而使一半身體幽靈化，屬於海盜職業群，主要武器為指虎，起始地點在貝勒帝。
伊利恩為木雷普族，木雷普族因被亥雷普族迫害而失去魔法能力，但伊利恩成功覺醒並獲得古代水晶，屬於法師職業群，主要武器為魔法護手，起始地點在野蠻之星的亞修羅姆。
阿戴爾為亥雷普族，是雷普族神王的騎士，屬於劍士職業群，主要武器為調節器，起始地點在里斯托尼亞。
卡莉為亥雷普族親衛隊隊員，天生為突變者（平民雷普族天生不該有魔力翅膀），但因自己的身分導致親人為她袒護而接續被領主殺害，為了死去的親人而逃離並向領主復仇。屬於盜賊職業群，主要武器為環刃，起始地點在埃里莫斯。

#### 阿尼瑪
阿尼瑪族是格蘭蒂斯三大種族之一，主要的特徵是有動物的耳朵和尾巴，主要出現在尖耳狐狸村、青雲谷、納林。目前阿尼瑪族兩種種職業可以建立，分別是虎影和菈菈。
虎影剛出生就被其師父從廢墟帶到仙界，長大後不斷進行修練。他與生俱來的無限道力因十分危險的緣故被師父封印，其後在解開饕餮(四凶之一)的封印同時解開了道力的封印。因把饕餮封印在體內的時候釋放出大量怪物，故為了重新封印怪物而離開仙界去冒險。虎影屬於盜賊職業群，主要武器為仙扇，起始地點在青雲谷。
菈菈出生在偏遠的阿尼瑪的村莊，因對故鄉聖所的鈴鐺有反應，故為了尋找如何令鈴鐺響的方法而離鄉冒險，途中經過納林並結識了同為阿尼瑪族的克里，幫助他解開自哥哥失蹤後形成心結。菈菈屬於法師職業群，主要武器為短仗，起始地點在納林。

#### 海外
除了常规职业外，游戏开发商根据各地的文化背景，制作了具有地区文化特色的职业，统称为海外职业。
日本伺服器职业根据日本神话及战国时期历史背景，制作了剑豪及阴阳师职业，此外還有僅能在副本中使用的菖蒲。
大中华地区（中国大陆、台湾、东南亚）以中国传统风格设计了蒼龍俠客，为使用火枪的海盗职业。国际服的特色职业为宇宙海盗傑特，技能組与蒼龍俠客幾乎相同，只在故事背景及技能特效有区别。
後因蒼龍俠客開發受到限制，台湾和中国大陆於2021年2月24日開放蒼龍俠客強制轉生為江湖新職業墨玄。东南亚則是限時開放自由轉職為冒險家海盜，於2021年4月7日將此職業資料完全清除（轉職後仍保留原傳授技能，如未轉職者則是強制轉為初心者）。
国际服於2023年6月將傑特停止創建並限時開放自由轉職為冒險家15種職業，未選擇者則強制轉為初心者，預計於2024年2月將此職業資料完全清除。
幻獸師为最后推出的特色职业，最先于中国大陆公布并在除韩国和東南亞以外的所有伺服器引進。韩国伺服器尚無引進任何海外职业的計畫。後因幻獸師開發受到限制，台湾和中国大陆於2024年1月10日停止創建並於2月21日開放幻獸師強制轉生為江湖新職業琳恩。

#### 怪物
除了一般人形职业外，以愚人节玩笑為基礎，韩国服务器以玩家喜爱的吉祥物怪物粉豆和雪吉拉作為限時遊玩的活動职业，并开放專屬伺服器。

### 世界
楓之谷世界、格蘭蒂斯、朋友世界是由一體分裂而成的三個世界，屬於三個不同的次元，由於邊界的不穩定，楓之谷世界與其他兩個次元相通。三個世界都有各自的守望者和三位超越者(時間、生命、光)。與黑魔法師的決戰過後，大魔法師漢斯在楓之谷世界與格蘭蒂斯的邊界打破封印，兩個世界重新合為一體。
楓之谷世界的楓之島、維多利亞島、耶雷弗、瑞恩島、埃德爾斯坦均为職業初始地图。維多利亞島在百年前黑魔法師的影響下與艾納斯大陸分離，有10個村莊和8個主題地城，是大部分職業展開冒险的地方。位於維多利亞島東北方的海底之塔是生命超越者愛麗西亞保存古代怪物的建築。艾納斯大陸分为多个地区：冰原雪域、路德斯湖、水世界、米納爾森林、納希沙漠、武陵桃園、克里提亞斯和時間神殿，每个地区有其特殊的地理環境和故事背景。艾納斯東北方的埃德尔斯坦屬於另一片大陸，黑色翅膀長期占據此地作為大本营，其打造的巨型战舰黑暗天堂墜毀在村莊北邊。此外還有位於維多利亞島西北方的墨玄故鄉：江湖。
格蘭蒂斯世界包含一個主星以及多個衛星，包括有萬神殿&赫力席母、野蠻之星、貝勒帝、妙妙、青雲、里斯托尼亞、納林，其中野蠻之星隱藏了木雷普族的保護區亞修羅姆；這個世界除了人類外也包含多種不同的種族，主要有超新星、雷普、阿尼瑪。在劇情中，野蠻之星是許多格蘭蒂斯職業啟程往楓之谷時的必經之地。萬神殿有著通往楓之谷世界次元門，和其位在同一個星球上的赫力席母則是超新星的首都，曾被同族叛變的梅格耐斯佔領，但超新星在楓之谷聯盟的協助下成功收復之。格蘭蒂斯的主星被稱為大陸，在黑魔法師的戰爭落幕後兩個世界重新合為一體，楓之谷聯盟才開始探索大陸並調查古代神的蹤跡，玩家將在這裡踏上修復神之矛的旅途。目前遊戲原廠開放的主要地區有6個，包含神之都-賽爾尼溫(包含燃燒的賽爾尼溫、史詩副本-高山)、飯店-阿爾克斯(包含無盡之塔-卡羅泰)、覺醒實驗室-奧迪溫(包含史詩副本-安格洛公司)、罪人樂園-仙界桃源境、移動要塞-戰艦阿爾特利亞、生命搖籃-卡爾西溫、眾神之墓-塔拉哈特，每個區域都有專屬的真實符文。此外格蘭蒂斯大陸上還有一個稱為埃里莫斯的沙漠區域，其為某一亥雷普族職業的出生地。
朋友世界與我們所處的現實世界相似，目前主要的地圖有首爾的私立菁英學園和皇家神獸學院。其他兩個世界的人物都會出現在皇家神獸學院中，故朋友世界可視為一個平行世界。在漢斯的弟子艾爾文的失誤和白老師的介入下，楓之谷世界和朋友世界的通道打開了，朋友世界從此出現異狀，開始出現怪物和一些超能力者，最初的超能力者為私立菁英學園的凱內西斯和悠娜，而悠娜尚未完全控制其超能力。中期楓之谷世界裡的超越石出現在朋友世界，後被軍團長戴米安奪走。此外首爾部分落入沉洞建築形成了奧術之河的反轉城市。
奧術之河是在黑魔法師開啟時間神殿中的現在之門後形成的，河中流動著可以組成所有物質和生物的艾爾達斯。奧術之河共有12個區域，分別是消逝的旅途、反轉城市、啾啾艾爾蘭、嚼嚼艾爾蘭、拉契爾恩、阿爾卡娜、魔菈斯、艾斯佩拉和賽拉斯，每一區都有專屬的劇情和秘法符文(分支地區則無)。在艾斯佩拉上方的黑色太陽被聯盟稱為泰涅布利斯，分為月之橋、苦痛迷宮、利曼3個區域，是楓之谷聯盟與黑魔法師進行決戰的地方。
与角色职业类似，游戏开发商为每个地区进行本地化时，也根据当地文化制作了旅游地图。这些旅游地图拥有独一无二的艺术背景和剧情任务，受到玩家喜爱，因此被引进到其他国家服务器中。旅游地图中有包含真实世界中存在的城市或地标，如日本国、新加坡和马来西亚。各地区特色旅游地图分别为：
- 中國大陸：东方神州｛上海外滩、豫园、少林寺｝[34]
- 台灣：福尔摩沙｛西门町、不夜城、101大道(已移除)｝、阿里山(已移除)
- 日本：日本國｛菇菇神社、昭和村、楓葉古城、未来东京、楓葉丘陵｝
- 新加坡：中心商务区、乌鲁城、泊船码头城、幽靈船
- 马来西亚：都會潮流區、鄉村鎮、夢幻主題樂園
- 泰国：水上市场、黄金寺庙
- 國際：克拉奇亞｛新葉城、大笨鐘、闹鬼宅邸(已移除)、外星基地、幻影森林、守護者城堡｝

## 外掛防護
新楓之谷之外掛程式撰寫困難，使用Visual Basic或更高階程式語言便能完成。其一原因在於遊戲一開始的對話方塊（防外掛系統未載入前的視窗畫面），使程序容易被鎖定或注入DLL檔（V046到V054版本時楓之谷都沒有對話方塊，於V054更新後才出現），而不會遭防外掛系統轉向。( 自從台版V184改成使用 XIGNCODE 防掛軟件後 ，使用Visual Basic所寫的外掛皆會遭 XIGNCODE 偵測，因此當前楓之谷外掛皆使用C++來編寫。

### 外掛防護系統
- nProtect GameGuard

初期各版本楓之谷使用「nProtect GameGuard」進行外掛防護措施
在開始遊戲及遊戲進行時自動偵測玩家行為以及確認電腦病毒。
- Ahnlab HackShield

中期各版本楓之谷使用「Ahnlab HackShield」進行外掛防護措施。
由於NEXON將其旗下多款遊戲防外掛軟體由「nProtect GameGuard」改成「Ahnlab HackShield」，臺灣楓之谷也於2009年4月28日的V092版更新後使用了「Ahnlab HackShield」防外掛軟體。
- XIGNCODE

現在各版本楓之谷陸續使用「XIGNCODE3」進行外掛防護措施。
韓國楓之谷防外掛軟體從Ahnlab HackShield更改為XIGNCODE3，臺灣楓之谷也於2015年10月21日的V184版更新後使用了「XIGNCODE」防外掛軟體。但現今韓國；臺灣楓之谷已不再使用「XIGNCODE3」防護系統。
- BlackCipher (Nexon Game Security)

NEXON旗下遊戲的防外掛軟體，臺灣楓之谷於2013年5月22日的V157.2版更新後新增「BlackCipher」防護系統。
- Game Protect Kit

中国大陆的冒险岛于2017年1月18日起的V139版更新后使用Game Protect Kit配合BlackCipher反外挂。

## 版本紀錄
| 未來版本 |
| 目前版本 |

### TMS版本紀錄(當前版本V272)
| 版本編號 | 改版日期       | 改版名稱                                                                  |
| -------- | -------------- | ------------------------------------------------------------------------- |
| V276     | 2026年1月7日   |                                                                           |
| V275     | 2025年11月26日 |                                                                           |
| V274     | 2025年10月15日 | 星夜馬戲團in地球防衛總部                                                  |
| V273     | 2025年9月10日  | 新楓之谷ｘ潛水員戴夫                                                      |
| V272     | 2025年7月30日  | NEXT                                                                      |
| V271     | 2025年6月25日  | NEXT                                                                      |
| V270     | 2025年5月14日  | 20週年-維多利亞盃                                                         |
| V269     | 2025年4月1日   | 新楓之谷ｘ鬼滅之刃                                                        |
| V268     | 2025年2月19日  | CHASER-次元的訪客                                                         |
| V267     | 2025年1月8日   | CHASER-記憶中的一頁                                                       |
| V266     | 2024年11月27日 | 雪吉拉ｘ皮卡啾                                                            |
| V265     | 2024年10月16日 | 星夜馬戲團in武陵桃園                                                      |
| V264     | 2024年9月11日  | 19週年-Maple19 Island & 白爛貓                                            |
| V263     | 2024年7月31日  | DREAMER & NEXON 30週年                                                    |
| V262     | 2024年6月26日  | DREAMER                                                                   |
| V261     | 2024年5月16日  | 深淵遠征隊S4-冰原雪域山脈                                                 |
| V260     | 2024年4月2日   | 米納爾郊遊 & 為美好的世界獻上祝福！                                       |
| V259     | 2024年2月21日  | NEW AGE                                                                   |
| V258     | 2024年1月10日  | NEW AGE                                                                   |
| V257     | 2023年11月29日 | 超級雪吉拉ｘ皮卡啾                                                        |
| V256     | 2023年10月18日 | 星夜馬戲團in玩具城                                                        |
| V255     | 2023年9月6日   | 18週年-楓之樹 & 貓貓蟲咖波S2 (注：自本版本開始，電腦設備建議使用SSD硬碟） |
| V254     | 2023年7月26日  | Savior & 法老王的寶物S2                                                   |
| V253     | 2023年6月20日  | Savior                                                                    |
| V252     | 2023年5月10日  | 深淵遠征隊S3-米納爾森林                                                   |
| V251     | 2023年3月29日  | 未來東京                                                                  |
| V250     | 2023年2月22日  | 公會城                                                                    |
| V249     | 2023年1月11日  | Ignition                                                                  |
| V248     | 2022年11月30日 | 貓咪聖誕節                                                                |
| V247     | 2022年10月19日 | 星夜馬戲團in鯨魚號                                                        |
| V246     | 2022年9月7日   | 17週年-綻放森林                                                           |
| V245     | 2022年7月27日  | Destiny & 楓之谷探險隊S2-迷霧島的遺產                                     |
| V244     | 2022年6月22日  | Destiny (注：包含17週年的內容）                                           |
| V243     | 2022年5月11日  | 軟綿綿姆嗚島                                                              |
| V242     | 2022年4月6日   | 啾啾慶典                                                                  |
| V241     | 2022年2月23日  | On Air & 法老王的寶物 (注：自本版本開始，主程式改成64位元編譯）           |
| V240     | 2022年1月12日  | On Air                                                                    |
| V239     | 2021年12月1日  | 皮卡啾x雪吉拉伺服器                                                       |
| V238     | 2021年10月20日 | 星夜馬戲團in瑞恩                                                          |
| V237     | 2021年9月8日   | NEO                                                                       |
| V236     | 2021年8月4日   | NEO                                                                       |
| V235     | 2021年6月23日  | 16週年 (注：包含NEO版本的內容）                                           |
| V234     | 2021年5月12日  | 深淵遠征隊S2                                                              |
| V233     | 2021年3月31日  | 貓貓蟲咖波                                                                |
| V232     | 2021年2月24日  | AWAKE                                                                     |
| V231     | 2021年1月13日  | AWAKE                                                                     |
| V230     | 2020年12月2日  | 皮卡啾伺服器                                                              |
| V229     | 2020年10月21日 | 星夜馬戲團in弓箭手村                                                      |
| V228     | 2020年9月9日   | RISE                                                                      |
| V227     | 2020年8月5日   | RISE & 楓之谷探險隊                                                       |
| V226     | 2020年6月23日  | 15週年 (注：包含RISE版本的內容）                                          |
| V225     | 2020年5月13日  | 華麗機器人S3                                                              |
| V224     | 2020年4月1日   | 鬼怪夜市                                                                  |
| V223     | 2020年2月19日  | GLORY & 深淵遠征隊                                                        |
| V222     | 2020年1月15日  | GLORY                                                                     |
| V221     | 2019年12月4日  | LAB回歸                                                                   |
| V220     | 2019年10月23日 | 萬聖節&日蝕慶典                                                           |
| V219     | 2019年9月11日  | 海外改編                                                                  |
| V218     | 2019年8月7日   | 我的小屋                                                                  |
| V217     | 2019年6月26日  | 14週年 (注：包含冒險版本的內容）                                          |
| V216     | 2019年5月15日  | 偵探雷夫的事件日誌                                                        |
| V215     | 2019年3月27日  | 全新的開始                                                                |
| V214     | 2019年2月20日  | 黑魔法師                                                                  |
| V213     | 2019年1月16日  | 黑魔法師                                                                  |
| V212     | 2018年12月5日  | 記憶守護者                                                                |
| V211     | 2018年10月24日 | 8-bit上谷世紀                                                             |
| V210     | 2018年9月5日   | 13週年                                                                    |
| V209     | 2018年8月1日   | MONAD                                                                     |
| V208     | 2018年6月27日  | ARK                                                                       |
| V207     | 2018年5月16日  | 隊長維加                                                                  |
| V206     | 2018年4月11日  | 新楓之谷電影節                                                            |
| V205     | 2018年3月1日   | NOVA                                                                      |
| V204     | 2018年1月17日  | NOVA戰天鬥地                                                              |
| V203     | 2017年11月29日 | LAB-十級打倒王                                                            |
| V202     | 2017年10月18日 | 橘喵萬聖節                                                                |
| V201     | 2017年8月30日  | 楓葉工程                                                                  |
| V200     | 2017年7月26日  | BEYOND                                                                    |
| V199     | 2017年6月21日  | BEYOND-全面進化                                                           |
| V198     | 2017年5月10日  | 華麗機器人A大逃亡！！                                                     |
| V197     | 2017年3月29日  | 墮落城市:星光之塔                                                         |
| V196     | 2017年2月15日  | 極限V突破                                                                 |
| V195     | 2017年1月11日  | 極限V突破                                                                 |
| V194     | 2016年11月30日 | 克拉奇亞                                                                  |
| V193     | 2016年10月19日 | 秘密佚事                                                                  |
| V192     | 2016年8月31日  | 菇菇神社異聞錄                                                            |
| V191     | 2016年7月27日  | 楓葉英雄                                                                  |
| V190     | 2016年6月22日  | 楓葉英雄                                                                  |
| V189     | 2016年5月11日  | 楓葉冒險奇談                                                              |
| V188     | 2016年3月30日  | REBOOT冒險回歸                                                            |
| V187     | 2016年2月24日  | 破王烏勒斯                                                                |
| V186     | 2016年1月20日  | 次元新世界                                                                |
| V185     | 2015年12月2日  | 萌獸★隨時陪你！                                                           |
| V184     | 2015年10月21日 | 曉之陣革新                                                                |
| V183     | 2015年9月2日   | 皇家神獸學院 Rock & Roll                                                  |
| V182     | 2015年7月29日  | 新楓之谷 X 初音未來                                                       |
| V181     | 2015年6月24日  | 新楓之谷10週年                                                            |
| V180     | 2015年6月3日   | 阿里山                                                                    |
| V179     | 2015年5月13日  | 黑暗天堂最終章                                                            |
| V178     | 2015年4月1日   | 黑暗天堂                                                                  |
| V177     | 2015年2月25日  | 黑暗天堂                                                                  |
| V176     | 2015年1月21日  | 閃耀之星                                                                  |
| V175     | 2014年12月3日  | 新楓之谷X進擊的巨人                                                       |
| V174     | 2014年10月15日 | 花樣菲歐娜                                                                |
| V173     | 2014年8月27日  | 皇家神獸學院                                                              |
| V172     | 2014年7月24日  | 綠野仙蹤The Seed                                                          |
| V171     | 2014年6月26日  | YOU&i                                                                     |
| V170     | 2014年5月14日  | 狂龍再臨                                                                  |
| V169     | 2014年4月2日   | 黑暗之光                                                                  |
| V168     | 2014年2月26日  | 穿梭楓世界                                                                |
| V167     | 2014年2月6日   | RED-幻獸師                                                                |
| V166     | 2014年1月22日  | 例行性維護                                                                |
| V165     | 2014年1月16日  | RED-神之子                                                                |
| V164     | 2013年12月25日 | 例行性維護                                                                |
| V163     | 2013年12月18日 | RED-航向登貝伊                                                            |
| V162     | 2013年11月6日  | 培羅德                                                                    |
| V161     | 2013年10月9日  | 勇闖巨岩城                                                                |
| V160     | 2013年9月4日   | 聖戰覺醒                                                                  |
| V159     | 2013年8月7日   | 獸魔激戰                                                                  |
| V158     | 2013年6月26日  | 極電交戰                                                                  |
| V157     | 2013年5月9日   | 臨時維護                                                                  |
| V156     | 2013年5月8日   | 超能再起                                                                  |
| V155     | 2013年4月3日   | 戰國時代                                                                  |
| V154     | 2013年2月27日  | 情瘤感菌                                                                  |
| V153     | 2013年2月20日  | 超能風暴-英雄回歸                                                         |
| V152     | 2013年1月16日  | 風暴                                                                      |
| V151     | 2012年12月5日  | 傳說英雄 完全競化                                                         |
| V150     | 2012年10月31日 | 決戰皇陵之巔                                                              |
| V149     | 2012年9月19日  | 聖殿騎士米哈逸                                                            |
| V148     | 2012年8月15日  | 決戰                                                                      |
| V147     | 2012年6月27日  | 宿命逆襲-蒼龍俠客                                                         |
| V146     | 2012年5月16日  | 威風學園                                                                  |
| V145     | 2012年4月11日  | 聯軍進擊                                                                  |
| V144     | 2012年3月2日   | 例行性維護                                                                |
| V143     | 2012年2月29日  | 聯軍進擊                                                                  |
| V142     | 2012年1月18日  | 傳說 惡魔殺手                                                             |
| V141     | 2012年1月11日  | 傳說 精靈遊俠                                                             |
| V140     | 2011年12月7日  | 傳說 重砲指揮官                                                           |
| V139     | 2011年12月7日  | 傳說改版前置                                                              |
| V138     | 2011年10月19日 | 超級冒險家                                                                |
| V137     | 2011年9月7日   | 降魔十字軍                                                                |
| V136     | 2011年8月11日  | 例行性維護                                                                |
| V135     | 2011年8月3日   | 超競化 冰騎士                                                             |
| V134     | 2011年7月20日  | 超競化 技術時代                                                           |
| V133     | 2011年6月29日  | 超競化 大亂鬥                                                             |
| V132     | 2011年6月29日  | 超競化改版前置                                                            |
| V131     | 2011年4月27日  | 王者凡雷恩                                                                |
| V130     | 2011年3月31日  |                                                                           |
| V129     | 2011年3月23日  |                                                                           |
| V128     | 2011年3月9日   | 消失的樂園                                                                |
| V126     | 2011年1月19日  | BigBang-機甲戰神                                                          |
| V124     | 2010年12月22日 | BigBang                                                                   |
| V123     | 2010年12月22日 | V124改版前置                                                              |
| V122     | 2010年12月1日  |                                                                           |
| V121     | 2010年9月15日  | 侏儒公園                                                                  |
| V120     | 2010年9月15日  | 侏儒公園改版前置                                                          |
| V119     | 2010年8月11日  | 影武者                                                                    |
| V117     | 2010年6月30日  | 龍魔導士                                                                  |
| V116     | 2010年6月30日  | 龍魔導士改版前置                                                          |
| V115     | 2010年5月12日  | 決戰鬼盜船                                                                |
| V114     | 2010年5月12日  | 決戰鬼盜船改版前置                                                        |
| V113     | 2010年4月7日   | 2102渋谷&菇菇王國                                                         |
| V111     | 2010年3月3日   | 法老王傳奇                                                                |
| V109     | 2010年1月27日  | 狂狼勇士                                                                  |
| V108     | 2010年1月27日  | 狂狼勇士改版前置                                                          |
| V107     | 2009年12月16日 | 聖誕楓童話                                                                |
| V105     | 2009年11月11日 | 黃金傳說                                                                  |
| V102     | 2009年10月7日  | 鬥陣擂台                                                                  |
| V100     | 2009年8月26日  | 未來東京                                                                  |
| V099     | 2009年8月26日  | 未來東京改版前置                                                          |
| V098     | 2009年7月29日  | 四週年楓派對                                                              |
| V097     | 2009年7月29日  | 四週年楓派對改版前置                                                      |
| V096     | 2009年6月24日  | 皇家騎士團                                                                |
| V094     | 2009年5月20日  | 城市英雄                                                                  |
| V093     | 2009年5月20日  | 城市英雄改版前置                                                          |
| V092     | 2009年4月28日  | 功夫胖打                                                                  |
| V091     | 2009年4月1日   | 功夫胖打                                                                  |
| V089     | 2009年2月25日  | 楓影忍者                                                                  |
| V088     | 2009年2月25日  | 楓影忍者改版前置                                                          |
| V087     | 2009年1月21日  | 時間の逆襲                                                                |
| V085     | 2008年12月17日 | 聖誕夜派對                                                                |
| V084     | 2008年12月17日 | 聖誕夜派對改版前置                                                        |
| V083     | 2008年11月12日 | 怪物總動員                                                                |
| V081     | 2008年10月8日  | 幽靈船長                                                                  |
| V080     | 2008年10月8日  | 幽靈船長改版前置                                                          |
| V079     | 2008年9月3日   | 科學怪人之謎                                                              |
| V078     | 2008年9月3日   | 科學怪人之謎改版前置                                                      |
| V077     | 2008年7月30日  | 沙漠實驗室                                                                |
| V075     | 2008年6月26日  | 海盜炫楓                                                                  |
| V074     | 2008年6月26日  | 海盜炫楓改版前置                                                          |
| V073     | 2008年5月14日  | 神秘逆襲                                                                  |
| V072     | 2008年4月30日  |                                                                           |
| V071     | 2008年4月9日   |                                                                           |
| V070     | 2008年4月2日   | Rock English                                                              |
| V069     | 2008年4月2日   | Rock English 改版前置                                                     |
| V068     | 2008年2月26日  | 沙漠風暴                                                                  |
| V067     | 2008年2月26日  | 沙漠風暴改版前置                                                          |
| V066     | 2008年1月23日  | 環遊新世界                                                                |
| V064     | 2008年1月9日   |                                                                           |
| V063     | 2007年12月12日 | Xmas                                                                      |
| V061     | 2007年11月14日 | 狩獵季節                                                                  |
| V060     | 2007年10月17日 | 讓我們結婚吧                                                              |
| V059     | 2007年10月17日 | 讓我們結婚吧改版前置                                                      |
| V058     | 2007年9月5日   | 極道                                                                      |
| V056     | 2007年8月1日   | 桃花仙境                                                                  |
| V054     | 2007年6月27日  | 四轉                                                                      |
| V053     | 2007年6月27日  | 四轉改版前置                                                              |
| V052     | 2007年5月30日  | 魔登101                                                                   |
| V051     | 2007年5月30日  | 魔登101改版前置                                                           |
| V050     | 2007年4月25日  |                                                                           |
| V049     | 2007年4月11日  | 天才小釣手                                                                |
| V048     | 2007年3月28日  | 大蛇王                                                                    |
| V047     | 2007年3月28日  | 大蛇王改版前置                                                            |
| V046     | 2007年2月12日  | 新春                                                                      |
| V045     | 2007年1月24日  | 魔龍誕生                                                                  |
| V044     | 2007年1月24日  | 魔龍誕生改版前置                                                          |
| V043     | 2006年12月21日 | 櫻花鎮魂曲                                                                |
| V042     | 2006年12月21日 | 櫻花鎮魂曲改版前置                                                        |
| V041     | 2006年11月23日 | 威廉的古堡                                                                |
| V040     | 2006年11月14日 | 威廉の古堡                                                                |
| V039     | 2006年11月14日 | 威廉の古堡改版前置                                                        |
| V038     | 2006年9月28日  | 新上海灘                                                                  |
| V037     | 2006年9月7日   |                                                                           |
| V036     | 2006年8月23日  | 楓狂不夜城                                                                |
| V035     | 2006年7月23日  | 海底歷險                                                                  |
| V033     | 2006年6月21日  |                                                                           |
| V032     | 2006年6月7日   |                                                                           |
| V030     | 2006年5月30日  | 童話村                                                                    |
| V029     | 2006年4月26日  |                                                                           |
| V028     | 2006年4月19日  | 新星勢力                                                                  |
| V027     | 2006年3月8日   |                                                                           |
| V026     | 2006年1月24日  |                                                                           |
| V025     | 2005年12月22日 |                                                                           |
| V024     | 2005年11月28日 |                                                                           |
| V021     | 2005年11月3日  |                                                                           |
| V019     | 2005年9月22日  |                                                                           |
| V018     | 2005年9月8日   | 釋出手動更新                                                              |
| V017     | 2005年9月2日   |                                                                           |
| V016     | 2005年8月4日   |                                                                           |
| V014     | 2005年7月28日  |                                                                           |
| V013     | 2005年7月21日  |                                                                           |
| V012     | 2005年7月14日  |                                                                           |
| V011     | 2005年7月7日   |                                                                           |
| V009     | 2005年6月3日   | 釋出手動更新                                                              |
| V007     | 2005年5月19日  |                                                                           |
| V006     | 2005年5月13日  |                                                                           |

### KMS版本紀錄(當前版本1.2.393)
| 版本編號 | 改版日期       |
| -------- | -------------- |
| 1.2.394  | 2024年8月13日  |
| 1.2.393  | 2024年7月18日  |
| 1.2.392  | 2024年6月20日  |
| 1.2.391  | 2024年5月23日  |
| 1.2.390  | 2024年4月24日  |
| 1.2.389  | 2024年3月21日  |
| 1.2.388  | 2024年2月22日  |
| 1.2.387  | 2024年1月25日  |
| 1.2.386  | 2024年1月18日  |
| 1.2.385  | 2023年12月21日 |
| 1.2.384  | 2023年11月23日 |
| 1.2.383  | 2023年10月26日 |
| 1.2.382  | 2023年9月21日  |
| 1.2.381  | 2023年8月31日  |
| 1.2.380  | 2023年8月10日  |
| 1.2.379  | 2023年7月13日  |
| 1.2.378  | 2023年6月15日  |
| 1.2.377  | 2023年5月18日  |
| 1.2.376  | 2023年4月20日  |
| 1.2.375  | 2023年3月23日  |
| 1.2.374  | 2023年2月23日  |
| 1.2.373  | 2023年1月19日  |
| 1.2.372  | 2022年12月22日 |
| 1.2.371  | 2022年11月24日 |
| 1.2.370  | 2022年10月27日 |
| 1.2.369  | 2022年9月29日  |
| 1.2.368  | 2022年8月25日  |
| 1.2.367  | 2022年7月28日  |
| 1.2.366  | 2022年6月30日  |
| 1.2.365  | 2022年5月19日  |
| 1.2.364  | 2022年4月22日  |
| 1.2.363  | 2022年4月21日  |
| 1.2.362  | 2022年3月24日  |
| 1.2.361  | 2022年2月24日  |
| 1.2.360  | 2022年1月27日  |
| 1.2.359  | 2021年12月30日 |
| 1.2.358  | 2021年12月14日 |
| 1.2.357  | 2021年12月9日  |
| 1.2.356  | 2021年11月11日 |
| 1.2.355  | 2021年10月14日 |
| 1.2.354  | 2021年9月15日  |
| 1.2.353  | 2021年9月9日   |
| 1.2.352  | 2021年8月12日  |
| 1.2.351  | 2021年7月15日  |
| 1.2.350  | 2021年6月30日  |
| 1.2.349  | 2021年6月17日  |
| 1.2.348  | 2021年5月20日  |
| 1.2.347  | 2021年4月22日  |
| 1.2.346  | 2021年3月25日  |
| 1.2.345  | 2021年3月11日  |
| 1.2.344  | 2021年2月25日  |
| 1.2.343  | 2021年1月28日  |
| 1.2.342  | 2021年1月7日   |
| 1.2.341  | 2020年12月17日 |
| 1.2.340  | 2020年11月19日 |
| 1.2.339  | 2020年10月22日 |
| 1.2.338  | 2020年9月17日  |
| 1.2.337  | 2020年8月20日  |
| 1.2.336  | 2020年7月23日  |
| 1.2.335  | 2020年6月25日  |
| 1.2.334  | 2020年5月21日  |
| 1.2.333  | 2020年4月23日  |
| 1.2.332  | 2020年3月26日  |
| 1.2.331  | 2020年2月27日  |
| 1.2.330  | 2020年2月13日  |
| 1.2.329  | 2020年1月16日  |
| 1.2.328  | 2019年12月24日 |
| 1.2.327  | 2019年12月19日 |
| 1.2.326  | 2019年11月21日 |
| 1.2.325  | 2019年10月24日 |
| 1.2.324  | 2019年9月26日  |
| 1.2.323  | 2019年8月29日  |
| 1.2.322  | 2019年8月22日  |
| 1.2.321  | 2019年8月8日   |
| 1.2.320  | 2019年7月18日  |
| 1.2.319  | 2019年7月4日   |
| 1.2.318  | 2019年6月27日  |
| 1.2.317  | 2019年6月20日  |
| 1.2.316  | 2019年5月23日  |
| 1.2.315  | 2019年4月25日  |
| 1.2.314  | 2019年3月28日  |
| 1.2.313  | 2019年2月28日  |
| 1.2.312  | 2019年1月31日  |
| 1.2.311  | 2019年1月10日  |
| 1.2.310  | 2018年12月14日 |
| 1.2.309  | 2018年12月13日 |
| 1.2.308  | 2018年11月15日 |
| 1.2.307  | 2018年10月18日 |
| 1.2.305  | 2018年9月20日  |
| 1.2.304  | 2018年9月6日   |
| 1.2.303  | 2018年8月9日   |
| 1.2.302  | 2018年7月19日  |
| 1.2.301  | 2018年7月7日   |
| 1.2.300  | 2018年7月5日   |
| 1.2.299  | 2018年6月26日  |
| 1.2.298  | 2018年6月23日  |
| 1.2.297  | 2018年6月21日  |
| 1.2.296  | 2018年5月24日  |
| 1.2.295  | 2018年4月26日  |
| 1.2.294  | 2018年3月29日  |
| 1.2.293  | 2018年2月28日  |
| 1.2.292  | 2018年2月8日   |
| 1.2.291  | 2018年1月25日  |
| 1.2.290  | 2018年1月11日  |
| 1.2.289  | 2018年1月4日   |
| 1.2.288  | 2017年12月21日 |
| 1.2.287  | 2017年11月23日 |
| 1.2.286  | 2017年10月26日 |
| 1.2.285  | 2017年9月28日  |
| 1.2.284  | 2017年8月31日  |
| 1.2.283  | 2017年8月17日  |
| 1.2.282  | 2017年8月10日  |
| 1.2.281  | 2017年8月3日   |
| 1.2.280  | 2017年7月20日  |
| 1.2.279  | 2017年7月6日   |
| 1.2.278  | 2017年6月22日  |
| 1.2.277  | 2017年5月25日  |
| 1.2.276  | 2017年4月27日  |
| 1.2.275  | 2017年3月30日  |
| 1.2.274  | 2017年2月28日  |
| 1.2.272  | 2017年2月9日   |
| 1.2.271  | 2017年1月19日  |
| 1.2.270  | 2017年1月5日   |
| 1.2.269  | 2016年12月22日 |
| 1.2.268  | 2016年11月24日 |
| 1.2.267  | 2016年10月27日 |
| 1.2.266  | 2016年9月30日  |
| 1.2.265  | 2016年9月29日  |
| 1.2.264  | 2016年9月8日   |
| 1.2.263  | 2016年8月18日  |
| 1.2.262  | 2016年7月28日  |
| 1.2.261  | 2016年7月18日  |
| 1.2.260  | 2016年7月16日  |
| 1.2.259  | 2016年7月14日  |
| 1.2.258  | 2016年6月30日  |
| 1.2.257  | 2016年6月16日  |
| 1.2.256  | 2016年5月19日  |
| 1.2.255  | 2016年4月21日  |
| 1.2.254  | 2016年3月24日  |
| 1.2.253  | 2016年2月25日  |
| 1.2.252  | 2016年2月4日   |
| 1.2.251  | 2016年1月14日  |
| 1.2.250  | 2015年12月22日 |
| 1.2.249  | 2015年12月3日  |
| 1.2.248  | 2015年11月12日 |
| 1.2.247  | 2015年10月15日 |
| 1.2.246  | 2015年9月24日  |
| 1.2.245  | 2015年9月10日  |
| 1.2.244  | 2015年8月25日  |
| 1.2.243  | 2015年8月20日  |
| 1.2.242  | 2015年8月6日   |
| 1.2.241  | 2015年7月30日  |
| 1.2.240  | 2015年7月23日  |
| 1.2.239  | 2015年7月9日   |
| 1.2.238  | 2015年6月25日  |
| 1.2.237  | 2015年6月11日  |
| 1.2.236  | 2015年5月14日  |
| 1.2.235  | 2015年4月30日  |
| 1.2.234  | 2015年4月23日  |
| 1.2.233  | 2015年4月9日   |
| 1.2.232  | 2015年3月26日  |
| 1.2.231  | 2015年3月12日  |
| 1.2.229  | 2015年2月26日  |
| 1.2.228  | 2015年2月12日  |
| 1.2.227  | 2015年1月15日  |
| 1.2.226  | 2014年12月18日 |
| 1.2.225  | 2014年11月27日 |
| 1.2.224  | 2014年11月13日 |
| 1.2.223  | 2014年10月30日 |
| 1.2.222  | 2014年10月16日 |
| 1.2.221  | 2014年9月30日  |
| 1.2.220  | 2014年8月28日  |
| 1.2.219  | 2014年8月13日  |
| 1.2.218  | 2014年7月24日  |
| 1.2.216  | 2014年6月12日  |
| 1.2.215  | 2014年5月29日  |
| 1.2.214  | 2014年5月15日  |
| 1.2.213  | 2014年4月29日  |
| 1.2.212  | 2014年3月27日  |
| 1.2.211  | 2014年2月27日  |
| 1.2.209  | 2014年1月27日  |
| 1.2.208  | 2014年1月16日  |
| 1.2.207  | 2014年1月2日   |
| 1.2.206  | 2013年12月19日 |
| 1.2.205  | 2013年12月5日  |
| 1.2.203  | 2013年11月14日 |
| 1.2.202  | 2013年10月17日 |
| 1.2.201  | 2013年9月12日  |
| 1.2.200  | 2013年8月22日  |
| 1.2.199  | 2013年8月13日  |
| 1.2.198  | 2013年8月1日   |
| 1.2.197  | 2013年7月18日  |
| 1.2.196  | 2013年7月4日   |
| 1.2.195  | 2013年6月13日  |
| 1.2.194  | 2013年5月23日  |
| 1.2.193  | 2013年4月25日  |
| 1.2.191  | 2013年3月21日  |
| 1.2.190  | 2013年3月7日   |
| 1.2.189  | 2013年2月21日  |
| 1.2.188  | 2013年2月6日   |
| 1.2.187  | 2013年2月1日   |
| 1.2.186  | 2013年1月23日  |
| 1.2.185  | 2013年1月18日  |
| 1.2.184  | 2013年1月17日  |
| 1.2.183  | 2013年1月3日   |
| 1.2.182  | 2012年12月20日 |
| 1.2.181  | 2012年12月11日 |
| 1.2.180  | 2012年12月7日  |
| 1.2.179  | 2012年12月6日  |
| 1.2.178  | 2012年11月15日 |
| 1.2.176  | 2012年11月1日  |
| 1.2.175  | 2012年10月18日 |
| 1.2.174  | 2012年9月27日  |
| 1.2.173  | 2012年9月20日  |
| 1.2.172  | 2012年9月6日   |
| 1.2.171  | 2012年8月23日  |
| 1.2.170  | 2012年8月16日  |
| 1.2.169  | 2012年8月9日   |
| 1.2.168  | 2012年8月2日   |
| 1.2.167  | 2012年7月26日  |
| 1.2.165  | 2012年7月12日  |
| 1.2.164  | 2012年7月5日   |
| 1.2.163  | 2012年6月20日  |
| 1.2.162  | 2012年6月5日   |
| 1.2.161  | 2012年5月31日  |
| 1.2.159  | 2012年5月17日  |
| 1.2.158  | 2012年5月3日   |
| 1.2.157  | 2012年4月26日  |
| 1.2.156  | 2012年4月12日  |
| 1.2.155  | 2012年3月22日  |
| 1.2.154  | 2012年2月22日  |
| 1.2.152  | 2012年2月2日   |
| 1.2.151  | 2012年1月19日  |
| 1.2.150  | 2012年1月12日  |
| 1.2.149  | 2011年12月29日 |
| 1.2.148  | 2011年12月16日 |
| 1.2.145  | 2011年11月17日 |
| 1.2.144  | 2011年10月27日 |
| 1.2.143  | 2011年10月11日 |
| 1.2.142  | 2011年9月29日  |
| 1.2.140  | 2011年9月1日   |
| 1.2.139  | 2011年8月18日  |
| 1.2.138  | 2011年8月4日   |
| 1.2.137  | 2011年7月21日  |
| 1.2.136  | 2011年7月7日   |
| 1.2.135  | 2011年6月23日  |
| 1.2.134  | 2011年6月9日   |
| 1.2.133  | 2011年5月26日  |
| 1.2.132  | 2011年4月28日  |
| 1.2.131  | 2011年4月21日  |
| 1.2.129  | 2011年3月31日  |
| 1.2.128  | 2011年3月10日  |
| 1.2.127  | 2011年2月23日  |
| 1.2.126  | 2011年2月11日  |
| 1.2.125  | 2011年1月27日  |
| 1.2.123  | 2011年1月13日  |
| 1.2.122  | 2011年1月13日  |
| 1.2.120  | 2010年12月31日 |
| 1.2.119  | 2010年12月30日 |
| 1.2.117  | 2010年12月16日 |
| 1.2.114  | 2010年10月28日 |
| 1.2.113  | 2010年10月14日 |
| 1.2.112  | 2010年9月17日  |
| 1.2.111  | 2010年9月15日  |
| 1.2.110  | 2010年8月31日  |
| 1.2.108  | 2010年8月12日  |
| 1.2.105  | 2010年7月22日  |
| 1.2.104  | 2010年7月15日  |
| 1.2.103  | 2010年7月13日  |
| 1.2.102  | 2010年7月9日   |
| 1.2.101  | 2010年7月8日   |
| 1.2.100  | 2010年6月10日  |
| 1.2.99   | 2010年5月28日  |
| 1.2.98   | 2010年5月13日  |
| 1.2.97   | 2010年4月28日  |
| 1.2.96   | 2010年4月27日  |
| 1.2.95   | 2010年3月31日  |
| 1.2.94   | 2010年3月9日   |
| 1.2.92   | 2010年2月25日  |
| 1.2.91   | 2010年2月9日   |
| 1.2.90   | 2010年1月21日  |
| 1.2.89   | 2010年1月7日   |
| 1.2.88   | 2009年12月17日 |
| 1.2.87   | 2009年12月8日  |
| 1.2.86   | 2009年11月18日 |
| 1.2.85   | 2009年11月3日  |
| 1.2.84   | 2009年9月29日  |
| 1.2.83   | 2009年8月27日  |
| 1.2.81   | 2009年7月30日  |
| 1.2.79   | 2009年7月16日  |
| 1.2.78   | 2009年7月9日   |
| 1.2.77   | 2009年6月25日  |
| 1.2.75   | 2009年5月28日  |
| 1.2.73   | 2009年4月23日  |
| 1.2.71   | 2009年3月26日  |
| 1.2.70   | 2009年2月26日  |
| 1.2.69   | 2009年2月17日  |
| 1.2.68   | 2009年1月22日  |

## 衍生作品

### 同名動畫
2006年11月9日，NEXON Japan發表了與MADHOUSE的合作，將楓之谷製成動畫。目的在於可使尚未接觸楓之谷的玩家也能參予楓之谷的世界，達到增加玩家人數效果。動畫在2007年10月7日開始放送，全25話。

### NDS游戏
2007年1月9日韓國NEXON在發表了預定移植MapleStory至Nintendo DS的消息。

### 网页游戏
2012年3月12日，雅虎日本开启MapleStory的网页游戏版本《皇家骑士团》（日語：メイプルストーリー騎士団），同年腾讯中文版《冒险岛之旅》上线，但二者运营没多久就宣布关服。

### 手机游戏
2014年9月，NEXON推出智能手机平台新作《口袋楓之谷》。2015年8月5日宣布上架日区。
2015年，遊戲橘子旗下的蜂玩娛樂代理該作，于8月初推出台港澳地區服務器，譯名為口袋楓之谷，台港澳地區服務器於2017/3/31關閉。中国大陆则由世纪天成代理，于2015年9月22日正式运营，译作《冒险岛手游》。
2016年，Nexon推出新作《楓之谷 M》（MapleStory M），於2016年10月13日下午3點公測。中国大陆在2021年8月宣布由世纪天成代理，译作《冒险岛：枫之传说》，但这距离韩服公测已经过去了五年。直到2023年8月17日，《冒险岛：枫之传说》在中国大陆才开始由腾讯游戏和世纪天成联合正式运营。
2018年，Nexon推出新作即時戰略遊戲《楓之谷 : 突擊》（Maple Blitz X／메이플블리츠X，海外版名稱：MapleStory Blitz）
2021年9月22日，Nexon推出新作放置類RPG遊戲《楓之谷 R：經典新定義》（MapleStory R: Evolution）
2019年6月27日，Nexon宣布開發新作《楓之谷 奧德賽》（Maple Story Odyssey)；於同年11月8日宣布停止開發。
2023年3月16日，世纪天成宣布中国大陆服《口袋楓之谷》于2023年5月19日停运。

### 冒险岛2
新楓之谷的續作。與前作不同的是，《楓之谷2》採用3D視角。该游戏的日本和国际服务器均于2020年5月永久结束运营，中国服务器于2022年11月结束运营，韩国服务器于2025年5月29日结束运营。

## 相关事件

### 中国大陆抄襲楓之谷
2011年6月，北京奇客星空網路技術有限公司推出了一款名叫《冒險王》又名普洛島的網頁遊戲，在遊戲系統、畫風乃至怪物形態上大量模仿《楓之谷MapleStory》，引發新聞媒體和楓之谷MapleStory玩家的譴責。
2015年，奇客创想公司推出《冒险島——口袋里的冒险岛》手游，再次引起争议。因正值Nexon发行正版手游之际，运营中国大陆冒险岛端游的盛趣游戏的前身数龙公司，与运营冒险岛手游的世纪天成相继将其告上法院，不久该游戏宣布关闭。

### 付費道具機率不實爭議
2021年2月，《新楓之谷》韓版遭玩家質疑其內購制虛擬道具「輪迴星火（Rebirth Flame）」獲得的隨機「裝備強化效果」與公告機率不符，引發爭議。隨後Nexon發佈致歉聲明，「對於『隨機』一詞不同解釋、造成玩家誤解感到抱歉」，並將提供補償。3月5日，Nexon宣佈今後將「全面公開使用者付費強化或付費合成物品的機率」，同時還將導入遊戲內機率監控系統，監測各種機率元素是否正常運作；此舉不僅針對當前營運的遊戲，也將對新遊戲適用。
2023年3月，由臺灣遊戲橘子代理的《新楓之谷》遊戲，遭玩家質疑其內購制虛擬道具「幸運的寶箱」的抽卡玩法獲取稀有道具「核心寶石」的實際機率與公告機率不符。3月12日，遊戲橘子啟動內部調查，同時通報韓國原廠，確認了設定確實有誤。3月15日《新楓之谷》官網發佈公告，回應質疑，承認「遊戲設定與機率表不符」，表示會儘快修正和補償。中華民國公平交易委員會表示接到玩家檢舉立案調查；法務部、數位發展部、行政院消費者保護處亦表示若違反規定會依法處罰。此前遊戲橘子代理的角色扮演遊戲《天堂M》於2022年9月亦被發現實際機率與公示機率不符，違反公平交易法第21條規定，遭公平交易委員會裁罰新臺幣200萬元；遊戲橘子於2023年3月提出上訴，8月遭臺北高等行政法院駁回。2023年9月，因「遊戲設定與機率表不符」，公平交易委員會裁定遊戲橘子《新楓之谷》「足以影響交易決定之服務內容為虛偽不實及引人錯誤之表示」違反公平交易法第21條規定，繼遊戲橘子《天堂M》紫布事件後，再度開出新台幣200萬元罰鍰。
2024年1月3日，韓國公正交易委員會裁定《新楓之谷》《泡泡大亂鬥》機率不實，對Nexon處以116億韓圓罰款。此前《新楓之谷》韓版遊戲內內購制虛擬道具「方塊CUBE」被發現機率與公告機率不符。韓國公正交易委員會調查結果顯示，在2011年8月到2021年3月期間Nexon將「方塊CUBE」獲得特定強化效果的機率修改為「0%」，但並未將機率變化告知玩家，反而於隔年的8月發布不實公告，強調「沒有任何修改」；《泡泡大亂鬥》韓版活動中同樣也把部分情況下獲得稀有道具的機率修改為「0%」，而公告中宣稱任何情況下都有機率獲得；此舉違反「電子商務消費者保護法」。韓國總統辦公室於1月3日對公正交易委員會裁罰Nexon一事做出回應，表示將積極保護遊戲玩家的權益。後續改版移除了方塊CUBE。

### 動畫預告片「仇男手勢」爭議
2023年11月25日，《新楓之谷》的「天使破壞者Remaster」動畫預告片被發現有「Megalia」手勢。此動畫預告片由動畫公司Studio Ppuri製作。隨後，有網友發現Studio Ppuri負責該段變身動畫的主管級動畫師「 Daetseo」，在個人X帳號上發佈了不少仇男相關發文與轉推的文章，引發網友質疑此動畫師是故意爲之。隨後，網友持續發現Studio Ppuri過去負責製作過的多款遊戲的動畫中出現「Megalia」手勢。Nexon當晚把所有涉事影片下架。

## 外部連結
官方網站
- 韓國 （页面存档备份，存于）
- 日本 （页面存档备份，存于）
- 國際 （页面存档备份，存于）
- 臺灣 （页面存档备份，存于）
- 中國 （页面存档备份，存于）
- 東南亞 （页面存档备份，存于）
- 泰國 （页面存档备份，存于）